# Catherine Arnaudová
Catherine Arnaudová (* 5. února 1963 Bordeaux, Francie) je bývalá reprezentantka Francie v judu.

## Sportovní kariéra
Ve svých začátcích bojovala o nominaci s Béatrice Rodriguezovou. Jedničkou francouzské lehké váhy se stala v roce 1987 a na dobré čtyři roky své kategorii dominovala i ve světě. Její dominance však začala mít trhliny s blížícími se olympijskými hrami v Barceloně v roce 1992. Nominaci si pohlídala, ale na olympijském turnaji na své největší konkurentky nestačila. Obsadila 7. místo. Byla to její druhá účast na olympijském turnaji. V roce 1988 reprezentovala svou zemi v ukázkové disciplíně ženského juda na olympijských hrách v Soulu a vybojovala 3. místo.

## Výsledky
| Turnaj             | 1984       | 1985       | 1986       | 1987       | 1988       | 1989       | 1990       | 1991       | 1992       |
| Turnaj             | 21         | 22         | 23         | 24         | 25         | 26         | 27         | 28         | 29         |
| Turnaj             | lehká váha | lehká váha | lehká váha | lehká váha | lehká váha | lehká váha | lehká váha | lehká váha | lehká váha |
| ------------------ | ---------- | ---------- | ---------- | ---------- | ---------- | ---------- | ---------- | ---------- | ---------- |
| Olympijské hry     |            |            |            |            |            |            |            |            | 7.         |
| Mistrovství světa  | 3.         |            | —          | 1.         |            | 1.         |            | 5.         |            |
| Mistrovství Evropy | —          | —          | —          | 1.         | 1.         | 1.         | 1.         | 3.         | 3.         |